# Ricky Steamboat Jr.
Richard Blood Jr. (Charlotte (North Carolina), 7 juli 1987), beter bekend als Rickie Steamboat Jr. en Richie Steamboat, is een Amerikaans professioneel worstelaar die actief is in de WWE op Florida Championship Wrestling (FCW), een WWE-opleidingscentrum.

## Professioneel worstelcarrière

### Beginjaren en training (2008-2009)
Blood trainde verscheidene jaren met George South in Charlotte (North Carolina). Hij trainde later voor ongeveer vier maanden met Harley Race. Op 25 juli 2008 maakte Blood, onder de ringnaam Rickie Steamboat Jr., zijn professionele worsteldebuut op Premiere Wrestling Showcase en versloeg George South Jr.. Een maand later, op 9 augustus 2008, Steamboat debuteerde voor de Exodus Wrestling Alliance (EWA) en versloeg Mr. Florida om het EWA Florida Heavyweight Championship, zijn eerste professionele worsteltitel, te winnen. Een maand later stelde Steamboat de titel beschikbaar en debuteerde voor Harley Race's World League Wrestling (WLW) promotie. Later won Steamboat nog twee titels in de EWA-promotie.
In het voorjaar van 2009 ging Steamboat voor drie maanden naar de Japanse worstelpromotie, de Pro Wrestling Noah Dojo, en gebruikte steeds dezelfde ringnaam.
In het midden van 2009 worstelde Steamboat voor de World Wrestling Council (WWC), een worstelpromotie in Puerto Rico, en maakte op 24 juli 2009 zijn WWC-debuut door Ricky Reyes te verslaan.
Vervolgens trainde Steamboat een paar maanden in Europa en toerde in oktober 2009 met de All Star Wrestling (ASW) in Engeland. Op 2 oktober 2009 debuteerde Steamboat voor de ASW en versloeg Mark Haskins.

### World Wrestling Entertainment/WWE (2009–heden)
In december 2009 ondertekende Blood een contract met de World Wrestling Entertainment (WWE) en werd naar de Florida Championship Wrestling (FCW), een WWE-opleidingscentrum, verwezen. Op 18 februari 2010 debuteerde Blood, onder de ringnaam Richie Steamboat, in de FCW en verloor zijn eerste FCW-match van Heath Slater. Tijdens de FCW-televisieopnames van 25 februari 2010, Steamboat won zijn eerste FCW-match door Donny Marlow te verslaan.
Op 6 januari 2011 vormde Steamboat een tag team met Seth Rollins. Het duo won op 25 maart 2011 van het duo Titus O'Neill en Damien Sandow om het FCW Florida Tag Team Championship te winnen, zijn eerste titel in FCW. Het duo Steamboat en Rollins behielden de titel tot 12 mei 2011 nadat ze verslagen werden door Calvin Raines en Big E. Langston.

## Persoonlijk leven
Bloods vader, Richard Blood Sr., is ook een professioneel worstelaar, bekend als Ricky Steamboat.

## In het worstelen
- Finishers
  - Diving crossbody - geadopteerd van zijn vader, Ricky Steamboat
  - Gory neckbreaker
  - Superkick
  - Vertical suplex lifted and dropped into a headlock elbow drop

- Signature moves
  - Springboard arm drag

## Prestaties
- Exodus Wrestling Alliance
  - EWA Florida Heavyweight Championship (1 keer)
  - EWA Georgia Heavyweight Championship (1 keer)
  - EWA Missouri Heavyweight Championship (1 keer)

- Florida Championship Wrestling
  - FCW Florida Heavyweight Championship (1 keer, huidig)
  - FCW Florida Tag Team Championship (1 keer met Seth Rollins)
  - FCW 15 Championship (1 keer)